# Градски комитет Савеза комуниста Београда
Градски комитет Савеза комуниста Београда је био руководећи орган организације Савеза комуниста Београда, градске организације Савеза комуниста Србије (СКС) и Савеза комуниста Југославије (СКЈ). У свом саставу Савез комуниста Београда имао је 16 општинских организација, са више стотина месних партијских организација и основних организација по предузећима, установама, као и Универзитетски комитет СК и др.
Месна организација СРПЈ(к) формирана је априла 1919, непосредно након оснивања СРПЈ(к). На општинским и парламентарним изборима 1920. КПЈ је успела да у Београду оствари значајане резултате, али су власти спречиле избор Филипа Филиповића за председника београдске општине.
Након забране Комунистичке партије Југославије (КПЈ), јуна 1921, Месни комитет КПЈ за Београд је наставио деловање у условима илегалног рада. Услед хапшења и прогона комуниста, дошло је до замирања партијске активности. Покушаји да се рад обнови кроз легално деловање у НРПЈ нису дали веће резултате, а обнову партијске организације, поред хапшења, ометала је и фракцијска борба која се одвијала у КПЈ.
Увођење Шестојануарске диктатуре 1929. и отворени прогон комуниста додатно су отежали деловање комуниста у Београду, а до обнове партијске организације дошло је тек 1934, залагањем Благоја Паровића. Упркос хапшењима, Месни комитет је обнављан, а од марта 1937. непрекидно је деловао до јесени 1943. године.
У току Народноослободилачког рата, од 1941. до 1944, Месни комитет КПЈ, заједно са Месним комитететом СКОЈ, био је носилац оружаног отпора у Београду, услед чега је велики број активиста био хапшен или убијан од окупатора и квислинга. У току рата страдало је четворо секретара Месног комитета КПЈ за Београд — Матијевић, Стругар, Ћетковићева и Лисјак.
Након ослобођења Београда, октобра 1944, Градски комитет КПЈ добија водећу улогу у друштвено-политичком животу града. Након Шестог конгреса КПЈ, 1952. београдска партијска организација постаје Савез комуниста Београда, чији је Градски комитет, уз Градске одборе Социјалистичког савеза радног народа Београда (ССРН) и Савеза удружења бораца НОР (СУБНОР), као и Градски комитет Савеза социјалистичке омладине Београда (ССО), био једна од водећих друштвено-политички организација.
Савез комуниста Београда био је најбројнија градска организација у Савезу комуниста, а за његове лидере биране су личности, које су потом обављале високе државно-партијске функције у републици и федерацији. Након распада СКЈ и трансформације Савеза комуниста Србије у Социјалистичку партију Србије (СПС), Градски комитет СК је 31. октобра 1990. постао Градски одбор СПС Београда. Седиште Градског комитета СК било је на Студентском тргу 15.

## Историјат

### Од Конгреса уједињења до забране КПЈ 1919—1921.
Месна организација СРПЈ(к) у Београду формирана је априла 1919, одмах након Конгреса уједињења, од дотадашње месне организације Српске социјалдемократске партије. Седиште месне организације СРПЈ(к) било је у Социјалистичком дому на Славији. Београдска партијска организација била је једна од најактивнијих у земљи, с обзиром да је овде живео и деловао известан број партијских функционера и да је Београд био један од већих индустријских центара са добро организованом радничким класом и јаким синдикалним покретом. Сукоб између револуционарне и реформистичке струје у СРПЈ(к) испољио се најпре у Београду, па је марта 1920. руковођење београдском партијском организацијом преузело револуционарно крило партије. На челу партијске управе тада се нашао Филип Филиповић, а поред њега чланови су били — Михаило Тодоровић, Коста Новаковић, Благоје Брачинац и Павле Павловић. Победом револуционарне струје на Другом конгресу, одржаном јуна 1920. у Вуковару, Филиповић је изабран у највише партијско руководство, па је након тога формирана нова партијска управа Месне организације КПЈ за Београд на челу са Алексом Ребићем, док су чланови били — Милан Крстић, Михаило Тодоровић, Коста Новаковић и др. У то време, средином 1920, у Београду је деловало око 1.200 чланова КПЈ.
Највећа активност београдских комуниста тада је посвећена општинским изборима, а завршни збор одржан је 19. августа на Славији испред Радничког дома. На изборима одржаним 22. августа 1920. листа комунистичких кандидата добила је највећи број гласова — 3.628 од укупно 10.439 и освојила већину одборничких места. Ипак избор Филипа Филиповића за председника Београдске општине спречили су управник Управе града Београда и министар унутрашњих послова Милорад Драшковић поништавањем мандата комунистичких одборника. Владајући режим Краљевства СХС настојао је на све начине да онемогући политичко деловање КПЈ, а посебно пред парламентарне изборе, одржане новембра 28. новембра 1920. године. Упркос прогонима и забранама, листа КПЈ је на овим изборима освојила 59 посланичких места. У Београду је добијено 4.050 гласова и освојена два посланичка мандата — Павле Павловић и др Сима Марковић. Поред њих, кандидати за посланике испред КПЈ у Београду су били — Лаза Стефановић, Драгомир Марјановић, Радислав Јанковић и Петар Цветковић.
Велики штрајкови рудара у Словенији и Босни и Херцеговини, где је дошло до оружаних сукоба са жандармеријом, као и једнодневни генерални штрајк радника у читавој земљи, били су повод да министар унутрашњих послова Драшковић донесе Обзнану којом је привремено забрањен рад КПЈ. Ова мера, као и прогон комуниста широм земље, изазвала је револт међу комунистима, а посебно међу радничком и студентском омладином, која је била незадовољна начином борбе коју је водило руководство КПЈ. Групе омладинаца-револуционара тада су покушале да атентатима скрену пажњу јавности на тежак положај радничке класе. Приликом изгласавања Видовданског устава, 28. јуна 1921. молерски радник Спасоје Стејић Баћо извршио је неуспели атентат на регента Александра Карађорђевића, а 21. јула 1921. столарски радник Алија Алијагић је у Делницама убио министра Драшковића. Ове акције режим је искористио као повод да 1. августа 1921. донесе Закон о заштити државе, којим је дефинитивно забрањен рад КПЈ, а њени посланици и чланови руководства су ухапшени и предати суду, под оптужбом да су припремали бољшевичку револуцију.

### Од забране КПЈ до Шестојануарске диктатуре 1921—1929.
Забраном рада КПЈ и хапшењем њених функционера, као и чињеницом да је свака даља комунистичка делатност била противзаконита, дошло је до распуштања њених партијских организација, а само мањи део чланства је наставио са илегалним деловањем. У покушају да легализују свој рад, комунисти су јануара 1923. формирали нову партију под називом Независна радничка партија Југославије (НРПЈ), али она није могла заменити КПЈ нити је успела да постигне онај ниво популарности и утицаја на радничку класу и синдикални покрет. Иако је имала веома ограничен утицај, НРПЈ је забрањена 11. јула 1924, а упоредо су вршена хапшења и прогони комуниста. Власти су забрањивале све легалне листове које су покретали комунисти, а фебруара 1925. полиција је успела да открије илегалну штампарију листа Комунист и ухапси новинара Мошу Пијаде, који је осуђен на дугогодишњу затворску казну.
Почетком јануара 1926. одржана је Обласна конференција КПЈ за београдску област на којој је разматран рад партијских организација и изабрано ново руководство на челу са Љубом Радовановићем, који је на Трећем конгресу КПЈ, одржаном маја 1926. у Бечу, поднео извештај о раду београдске партијске организације. На општинским изборима августа 1926. комунисти су наступили са листом Независних радника, али услед немогућности агитације, ова листа није остварила запаженије резултате. Фракцијске борбе између леве и десне фракције, које су се тих година водиле унутар руководства КПЈ, имале су последице на комунистички и револуционарни раднички покрет, који је у Београду, као и читавој Југославији, био у озбиљној кризи. Средином 1926. у Београду је деловало око 190 чланова КПЈ сврстаних у 24 партијске ћелије.
Упркос малобројности, терор полиције према комунистима није попуштао. У великом хапшењу комуниста у Београду, јануара 1926, ухапшено је 38 партијских и синдикалних руководилаца, а током октобра 1927. ухапшена је велика група комуниста који су деловали у Београду, међу којима су били — Сима Марковић, Отокар Кершовани, Лазар Стефановић, Гојко Самарџић, Саво Медан, Јосип Цази, Павле Ковачевић, Милош Матијевић и др. Хапшења су настављена и 1928, па је крајем јануара ухапшен Иван Милутиновић, секретар Удружења студената марксиста, а у марту и априлу је ухапшена нова група комуниста, међу којима су били — Милош Марковић, Драгомир Марјановић и др. У периоду од 1926. до 1928. пред судом у Београду је одржано 14 судских процеса против оптужених за комунистичку делатност.
Фебруара 1928. одржана је у Београду Окружна партијска конференција, на којој је дошло до кулминације фракцијских борби. Под утицајем десне фракције, предвођене др Симом Марковићем, окружна конференција је одбацила препоруке Политбироа ЦК КПЈ и одбила да спроведе Отворено писмо Извршног комитета Коминтерне, којим се осуђује фракцијска борба у КПЈ. Овом конференцијом београдака партијска организација распала се на два дела, која су била под утицајем леве и десне фракције у руководству КПЈ. У циљу сређивања стања у београдској партијској и синдикалној организацији у Београду су током 1927. и 1928. боравили чланови ЦК КПЈ Ђуро Ђаковић, Благоје Паровић, Машан Машановић и Милош Марковић, који су водили борбу притив фракцијаких борби и настојали да створе партијско јединство. ЦК КПЈ је јуна 1928. донео одлуку о распуштању Покрајинског секретаријата КПЈ за Србију и Окружног комитета КПЈ за Београд и именовао Милоша Марковића за новог секретара Окружног секретеријата за Србију. Након распуштања ОК КПЈ за Београд, формиран је нови Месни комитет КПЈ за Београд, на челу са Савом Меданом. Поред Медана, у руководству београдске партијске организације су били — Антон Фестини, Богдан Билбија, Марко Орешковић, Трајан Јовчевић, Антун Салај, Немања Лазаревић, Владимир Нешић и Јосип Белонцек. Овај Месни комитет се залагао за јединство КПЈ и борио се против фракцијских борби. На Месној конференцији одржаној 18. септембра 1928. подржан је став руководства у антифракцијској борби и прихваћени ставови из Отвореног писма Коминтерне. У време одржавања месне конференције у Београду је било око 200 чланова КПЈ, који су деловали у 38 партијских ћелија и три рејонска комитета. Незадовољна оваквим стањем, група припадника десне фракције, под руководством Симе Марковића, одржала је 4. новембра 1928. Обласну конференцију КПЈ за Београд на којој је изабрала своје делегате за Четврти конгрес КПЈ, који је одржан истог месеца у Дрездену.

### Од Шестојануарске диктатуре до почетка рата 1929—1941.
Обнову рада Месног комитета КПЈ, јуна 1928. и његово деловање, прекинуло је јануара 1929. увођење Шестојануарске диктатуре краља Александра Карађорђевића. Како се земља налазила у тешкој политичкој, али и економској ситуацији, краљ је у укинуо Устав, распустио Народну скупштину, забранио рад свих политичких партија и увео лично режим. Ово је појачало полицијску репресију над свим противницима режима, а на посебном удару налазио се комунистички и револуционарни раднички покрет. Већ крајем јануара полиција је открила и ухапсила већу групу комуниста и скојеваца, међу којима је била већина чланова Месног комитета и Покрајинског комитета СКОЈ за Србију. Месни комитет КПЈ успео је да настави активност, али у ограниченим условима. Крајем фебруара 1929. у Београд је дошао Брацан Брацановић, инструктор ЦК КПЈ, а у марту и Ђуро Ђаковић, организациони секретар ЦК КПЈ, како би пружили помоћ београдској партијској организацији. Брацановић је половином марта успео да формира нови Месни комитет на челу са Момчилом Ђорђевићем, а поред њега чланови су били — Антун Фестини и Милан Делић. Хапшење и убиство Ђуре Ђаковића и Николе Хећимовића, априла 1929. и отворени пригон комуниста, као и вишегодишње затворске казне на које су ухапшени осуђивани од стране Суда за заштиту државе, знатно су утицали на пасивизацију КПЈ. Услед хапшења и протеривања већег броја чланова, као и пасивизације, одређеног дела чланства, августа 1929. у Београду је деловало свега око 50 чланова КПЈ сврстаних у 14 партијских ћелија.
Крајем августа 1929. полиција успела да открије илегалну партијску штампарију и изврши велику провалу у београдску партијску организацију. Тада је ухапшено 45 комуниста, међу којима су били — Брацан Брацановић и Гојко Самарџић, секретар и члан ПК КПЈ за Србију; Владимир Нешић, секретар Црвене помоћи; Момчило Ђорђевић и Антун Фестини, секретар и члан МК КПЈ; Рајко Јовановић, Бранко Соларић, Марко Орешковић, Сретен Жујовић, Веселин Маслеша и др. Овом провалом дошло је до прекида рада партијског руководства Београда и Србије. Упркос хапшењима, мање групе комуниста, које су избегле хапшења, наставиле су са радом и тада је образовано ново партијско језгро око Отокара Кершованија и Ибрахима Бабовића, које је децембра 1929. прерасло у Месни комитет КПЈ, чији су чланови били — Мате Видаковић, Саво Љубоје, Ружа Урошевић и др. Схватајући значај београдске партијске организације, руководство КПЈ је јануара 1930. у Београд упутило Алојза Коцмура, са задатком да са Кершованијем и Бабовићем ради на обнови и јачању партијских организација. Њихов рад прекинуло је хапшење Коцмура и Бабовића, као и веће групе комуниста, фебруара 1930, чиме је поново наступио тежак период за организацију КПЈ у Београду.

### Месни комитет КПЈ у току рата 1941—1944.
Окупацију Београда, априла 1941, Месни комитет КПЈ за Београд дочекао је у саставу: Милош Матијевић, секретар и чланови Вукица Митровић, Ђуро Стругар, Давид Пајић, Милош Мамић, Воја Лековић и Лука Шунка, секретар МК СКОЈ. Заједно са члановима Покрајинског комитета КПЈ за Србију, а пре свега са Спасенијом Цаном Бабовић, чланови Месног комитета су током лета 1941. радили на организовању саботажа и диверзија у окупираном граду. Половином септембра 1941, Матијевић је одређен за члана Секретаријата Покрајинског комитета, а за новог секретара Месног комитета именован је Ђуро Стругар, који дужност никада није преузео, обзиром да је ухапшен пар дана касније. Неколико дана након њега ухапшен је и Матијевић, па је Благоје Нешковић за новог секретара Месног комитета именовао Милентија Поповића.
Како је поред Стругара и Матијевића, ухапшена и Вукица Митровић, а Давид Пајић убијен, Поповић је октобра 1941. формирао нови Месни комитет, који су поред њега као секретара, сачињавали чланови Олга Алкалај, Ивица Девчић, Срба Трифуновић и Видоје Смилевски. Поповић је почетком новембра 1941. прешао на ослобођену територију, а његову дужност преузели су Тодор Дукин, као политички и Мија Ковачевић, као организациони секретар. Месни комитет тада је постао Окружни комитет КПЈ за Београд, а поред руковођења београдском партијском организацијом, руководио је и среским комитетима за Земун, Смедерево и Космај. Дукин и Ковачевић су успели да обнове и повежу рад партијских организација у Београду и изврше реорганизацију Рејонских комитета, па су се у јануару 1942. стекли услови за обнављање рада Месног комитета. У обновљени Месни комитет ушли су: Јелена Ћетковић, секретар и чланови Петар Ристић, Стеван Јовичић и Бора Дреновац, као секретар МК СКОЈ. Овај комитет деловао је до почетка марта 1943,када је уследила Мартовска провала у којој је ухапшен велики број чланова и симпатизера КПЈ и СКОЈ, као и Јелена Ћетковић и Петар Ристић. У акцијама Специјалне полиције почетком априла 1942. убијен је Тодор Дукин, а почетком маја 1942. ухапшен је Мија Ковачевић. Остали чланови Месног и Окружног комитета тада су морали да пређу у дубоку илегалност или да напусте Београд.
Након пада Месног комитета, Стеван Јовичић је кратко време радио на окупљању и повезивању чланова КПЈ, а након његовог одласка у партизане, београдском партијском организацијом је привремено руководио Блажо Радуновић, секретар Петог рејонског комитета. Поред њега у привременом руководству су били Жика Петровић и Радивоје Божић. Јуна 1942. обновљен је рад Месног комитета КПЈ, а за секретара је именован Јанко Лисјак, дотадашњи секретар Среског комитета КПЈ за Земун. Поред њега у обновљеном Месном комитету биле су Ђука Динић и Разуменка Поповић Зума. Комитет је у овом саставу деловао до септембра 1942, када је ухапшена Ђука Динић. Хапшењем Лисјака, јануара 1943. престао је да постоји Месни комитет, а даље руковођење партијском организацијом у Београду, преузео је Покрајински комитет КПЈ за Србију, на челу са Благојем Нешковићем.

## Лидери
| Преглед руководећих личности Месног комитета КПЈ за Београд и Градског комитета СК Београда | Преглед руководећих личности Месног комитета КПЈ за Београд и Градског комитета СК Београда | Преглед руководећих личности Месног комитета КПЈ за Београд и Градског комитета СК Београда | Преглед руководећих личности Месног комитета КПЈ за Београд и Градског комитета СК Београда |
| име и презиме                                                                               | п. мандата                                                                                  | к. мандата                                                                                  | напомена                                                                                    |
| ------------------------------------------------------------------------------------------- | ------------------------------------------------------------------------------------------- | ------------------------------------------------------------------------------------------- | ------------------------------------------------------------------------------------------- |
| Секретари Месног комитета КПЈ за Београд 1919—1944.                                         |                                                                                             |                                                                                             |                                                                                             |
| Филип Филиповић                                                                             | март 1920.                                                                                  | јун 1920.                                                                                   |                                                                                             |
| Алекса Ребић                                                                                | јун 1920.                                                                                   |                                                                                             |                                                                                             |
| Љуба Радовановић                                                                            | јануар 1926.                                                                                |                                                                                             | в.д. као секретар Окружног комитета КПЈ за Београд                                          |
| Саво Медан                                                                                  | јун 1928.                                                                                   | јануар 1929.                                                                                |                                                                                             |
| Момчило Ђорђевић                                                                            | март 1929.                                                                                  | август 1929.                                                                                |                                                                                             |
| Ибрахим Бабовић                                                                             | децембар 1929.                                                                              | фебруар 1930.                                                                               |                                                                                             |
| Јован Мариновић                                                                             | фебруар 1934.                                                                               | јул 1934.                                                                                   |                                                                                             |
| Милан Гавриловић                                                                            | август 1934.                                                                                | април 1935.                                                                                 |                                                                                             |
| Стеван Вулић                                                                                | јануар 1936.                                                                                | новембар 1936.                                                                              |                                                                                             |
| Вукица Митровић                                                                             | март 1937.                                                                                  | мај 1939.                                                                                   |                                                                                             |
| Радоје Дакић                                                                                | мај 1939.                                                                                   | јул 1939.                                                                                   |                                                                                             |
| Милош Матијевић                                                                             | јул 1939.                                                                                   | половина септембра 1941.                                                                    | убијен у логору 1941.                                                                       |
| Ђуро Стругар                                                                                | половина септембра 1941.                                                                    | крај септембра 1941.                                                                        | убијен у логору 1941.                                                                       |
| Милентије Поповић                                                                           | крај септембра 1941.                                                                        | 7. новембар 1941.                                                                           |                                                                                             |
| Тодор Дукин                                                                                 | новембар 1941.                                                                              | јануар 1942.                                                                                | в.д. као секретар Окружног комитета КПЈ за Београд                                          |
| Јелена Ћетковић                                                                             | јануар 1942.                                                                                | 3. март 1942.                                                                               | убијена у логору 1943.                                                                      |
| Блажо Радуновић                                                                             | март 1942.                                                                                  | јун 1942.                                                                                   | привремено руководство                                                                      |
| Јанко Лисјак                                                                                | јун 1942.                                                                                   | 16. јануар 1943.                                                                            | убијен у логору 1943.                                                                       |
| Благоје Нешковић                                                                            | јануар 1943.                                                                                | септембар 1943.                                                                             | в.д. као секретар Покрајинског комитета КПЈ за Србију                                       |
| Вера Милетић                                                                                | септембар 1943.                                                                             | 5. октобар 1943.                                                                            | убијена у логору 1943.                                                                      |
| Секретари Градског комитета КПЈ/КПС за Београд 1944—1952.                                   |                                                                                             |                                                                                             |                                                                                             |
| Драгослав Мутаповић                                                                         | 18. октобар 1944.                                                                           | 1946.                                                                                       |                                                                                             |
| Добривоје Радосављевић                                                                      | 1946.                                                                                       | 1948.                                                                                       |                                                                                             |
| Ратко Дугоњић                                                                               | 1948.                                                                                       | 1951.                                                                                       |                                                                                             |
| Марко Никезић                                                                               | 1951.                                                                                       | 1952.                                                                                       |                                                                                             |
| Секретари Градског комитета Савеза комуниста Београд 1952—1968.                             |                                                                                             |                                                                                             |                                                                                             |
| Михаило Швабић                                                                              | 1952.                                                                                       | 1955.                                                                                       |                                                                                             |
| Ђурица Јојкић                                                                               | 1955.                                                                                       | 11. април 1957.                                                                             |                                                                                             |
| Риста Антуновић Баја                                                                        | 11. април 1957.                                                                             | 28. фебруар 1961.                                                                           |                                                                                             |
| Милојко Друловић                                                                            | 28. фебруар 1961.                                                                           | 6. мај 1963.                                                                                |                                                                                             |
| Драги Стаменковић                                                                           | 6. мај 1963.                                                                                | 11. новембар 1964.                                                                          |                                                                                             |
| Бранко Пешић                                                                                | 11. новембар 1964.                                                                          | 27. мај 1965.                                                                               |                                                                                             |
| Стеван Дороњски                                                                             | 27. мај 1965.                                                                               | 4. новембар 1966.                                                                           |                                                                                             |
| Симеон Затезало                                                                             | 7. новембар 1966.                                                                           | 1. март 1968.                                                                               |                                                                                             |
| Председници Конференције и секретари Градског комитета Савеза комуниста Београд 1968—1982.  |                                                                                             |                                                                                             |                                                                                             |
| Вељко Влаховић (председник)                                                                 | 1. март 1968.                                                                               | 3. април 1970.                                                                              |                                                                                             |
| Симеон Затезало (секретар)                                                                  | 1. март 1968.                                                                               | 3. април 1970.                                                                              |                                                                                             |
| Симеон Затезало (председник)                                                                | 3. април 1970.                                                                              | 26. фебруар 1974.                                                                           |                                                                                             |
| Бора Павловић (секретар)                                                                    | 3. април 1970.                                                                              | 28. октобар 1972.                                                                           | поднео оставку                                                                              |
| Ђорђе Лазић (секретар)                                                                      | 28. октобар 1972.                                                                           | 26. фебруар 1974.                                                                           |                                                                                             |
| Саша Глигоријевић (председник)                                                              | 26. фебруар 1974.                                                                           | 10. април 1978.                                                                             |                                                                                             |
| Саша Глигоријевић (председник)                                                              | 10. април 1978.                                                                             | 14. април 1982.                                                                             |                                                                                             |
| Зоран Настић (секретар)                                                                     | 26. фебруар 1974.                                                                           | 10. април 1978.                                                                             |                                                                                             |
| Ратко Бутулија (секретар)                                                                   | 10. април 1978.                                                                             | 14. април 1982.                                                                             |                                                                                             |
| Председници Градског комитета Савеза комуниста Београда 1982—1990.                          |                                                                                             |                                                                                             |                                                                                             |
| Иван Стамболић                                                                              | 14. април 1982.                                                                             | 16. април 1984.                                                                             |                                                                                             |
| Слободан Милошевић                                                                          | 16. април 1984.                                                                             | 23. април 1986.                                                                             |                                                                                             |
| Драгиша Павловић                                                                            | 23. април 1986.                                                                             | 29. септембар 1987.                                                                         | поднео оставку                                                                              |
| Слободанка Груден                                                                           | 2. октобар 1987.                                                                            | 13. новембар 1987.                                                                          | в.д.                                                                                        |
| Радош Смиљковић                                                                             | 13. новембар 1987.                                                                          | 31. октобар 1990.                                                                           |                                                                                             |